# متحف التاريخ المعاصر
متحف التاريخ المعاصر هو متحف للتاريخ المعاصر يقع في ليزانفاليد في الدوار السابع في باريس ، فرنسا. يُفتح يومياً ماعدا يوم الاثنين، ويجب دفع رسوم للدخول.
المعرض أُنشئ رسمياً في 1914 وكان بمثابة متحف لما حصل في الحرب العالمية الثانية، ثم أصبح جزء من وزارة التربية والتعليم العام في 1917.
وفي عام1925 قام رئيس الجمهورية بتدشينه من ضمن متحف الحرب في بافلون دي لارين في قلعة دي فينسين.
انتقل إلى ليزانفاليد في عام 1973، وفي عام1987 أُعطي المتحف اسمه الحالي ليعرض معروضات لا تتعلق بالحرب العالمية. يشكل الآن الجزء الصوري في مكتبة الوثائق الدولية المعاصرة.
المتحف الآن يحتوي على 1.500.000 من المواد والمستندات من عام 1870حتى الوقت الحالي .ويضم المواضيع الرئيسية المتعلقة بفرنسا أو ما يتعلق بالتاريخ الدولي بشكل عام. التشكيلة الموجودة في المعرض متعلقة أكثر بالأمور السياسية، والاجتماعية والثقافية. كما يضم عدد من الوسائل المتنوعة مثل اللوحات والمنحوتات والمنقوشات والرسومات والملصقات والرسائل البريدية. يعرض المتحف تشكيلات مؤقتة وتشكيلات دائمة.